# Cervilissa versicolor
Cervilissa versicolor är en skalbaggsart som beskrevs av Monné M. A. och Monné M. L. 2000. Cervilissa versicolor ingår i släktet Cervilissa och familjen långhorningar. Inga underarter finns listade i Catalogue of Life.